# Либер, Элли
Элли Либер (нем. Elly Lieber, 7 октября 1932, Бад-Аусзе, Штирия, Австрия — 1 августа 2020) — австрийская саночница, выступавшая за сборную Австрии в конце 1950-х годов, чемпионка мира и Европы.
Элли Либер является обладательницей золотой медали чемпионата мира 1959 года, проходившего в городе Вийяр-де-Лан. Спортсменка имеет также одну золотую награду чемпионата мира 1956 года, состоявшегося в Имсте.
Участия в зимних Олимпийских играх Элли Либер не принимала, так как закончила карьеру профессиональной спортсменки ещё до вхождения санного спорта в олимпийскую программу.